# Florian Baranowski
Florian Baranowski herbu Ostoja (zm. po 1764) – podczaszy bracławski, właściciel dóbr ziemskich: Pilica, Łękawica, Zakrzew, Szczyty, Brześce. Podpisał z ziemią czerską elekcję Stanisława Augusta Poniatowskiego w 1764 roku.

## Życiorys

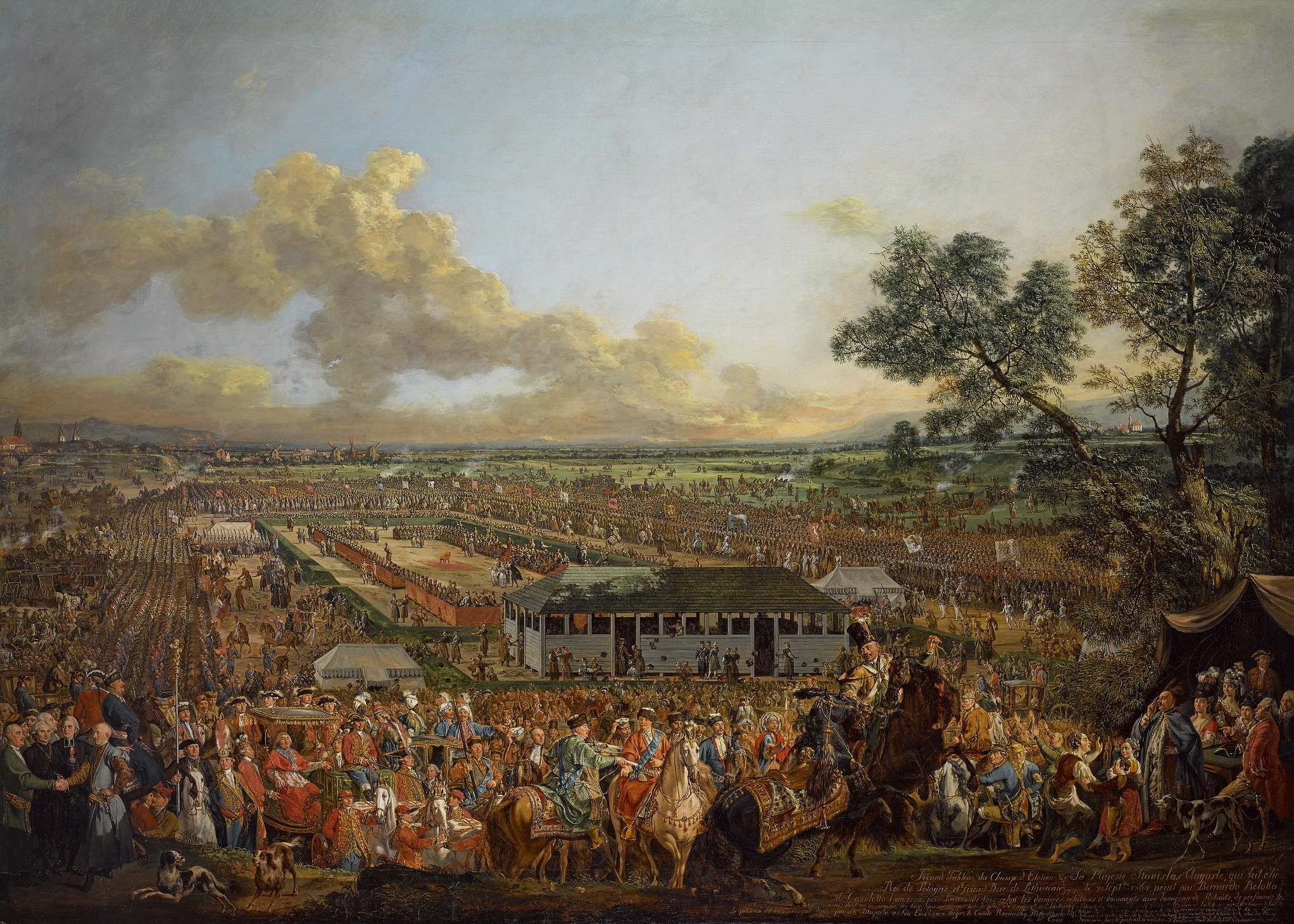
Obraz Elekcja Stanisława Augusta autorstwa Bernarda Bellotta

Florian Baranowski należał do rodziny wywodzącej się z Jurzykowa (obecnie Jerzykowo koło Pobiedzisk), położonego w dawnym pow. gnieźnieńskim województwa poznańskiego. Jego rodzina należała do rodu heraldycznego Ostojów. Był synem Mikołaja Baranowskiego, podczaszego bracławskiego i Anny z Laskowskich. Wstępował w związki małżeńskie dwukrotnie. Jego pierwszą żoną była kuzynka Józefa Baranowska, córka Bogusława a drugą Ewa Łaska. Miał dwóch synów – Ignacego Walentego, burgrabiego czerskiego i ks. Antoniego, kanonika smoleńskiego, wicedziekana przytyckiego, proboszcza parafii w Radzanowie i Jasionnej.
Florian Baranowski był właścicielem licznych dóbr ziemskich. W roku 1746 wraz z braćmi dokonał podziału majątku spadłego po zmarłym ojcu – Pilicy, Łękawicy i Zakrzewa. W 1754 roku kupił Szczyty i Brześce (własność w tym czasie Kożuchowskich). Dziesięć lat później sprzedał te dobra Mostowskiemu. Wraz z synami był posłem z ziemi czerskiej na sejm elekcyjny 1764 roku. Od 1756 roku był tytułowany podczaszym bracławskim.